# شهر من، شیراز
شهر من، شیراز نام یک مجموعه تلویزیونی ایرانی به کارگردانی «شاهرخ ذوالریاستین» است که در سال‌های ۱۳۵۵–۱۳۵۴ از تلویزیون ملی ایران تولید و پخش گردید.

## خلاصه داستان
داستان این سریال ۱۳ قسمتی که بر اساس کتاب بار دیگر شهری که دوست می‌داشتم اثر نادر ابراهیمی نگاشته شده بود، دربارهٔ پسری است که به دختری دل می‌بندد و پس از گذر از مشکلات فراوان، به وصال او می‌رسد؛ اما در پایان، دختر بیمار شده و این دو از هم جدا می‌شوند.

## بازیگران و عوامل تولید

### بازیگران
- امین تارخ
- شهین رضایی
- جواد روشنایی
- داریوش فاخری
- فخرالدین لایق
- حسین نوری
- حسن رازی
- منیر داریه

### عوامل تولید
- کارگردان: شاهرخ ذوالریاستین
- نویسنده: کیهان رهگذار (بر اساس کتاب بار دیگر شهری که دوست می‌داشتم اثر نادر ابراهیمی)
- محصول: تلویزیون ملی ایران
- سال تولید و پخش: ۱۳۵۵-۱۳۵۴